# (15087) 1999 CZ61
A (15087) 1999 CZ61 a Naprendszer kisbolygóövében található aszteroida. A LINEAR projekt keretében fedezték fel 1999. február 12-én.